# 109
El año 109 (CIX) fue un año común comenzado en lunes del calendario juliano, en vigor en aquella fecha.
En el Imperio romano el año fue nombrado como «el del consulado de Palma y Rusón» o menos comúnmente, como el 862 ab urbe condita, siendo su denominación como 109 a principios de la Edad Media, al establecerse el anno Domini.

## Acontecimientos
- Trajano construye el Tropaeum Traiani, monumento erigido en la Dobruja meridional, para conmemorar su victoria sobre los dacios en la batalla de Tapae.
- La Vía Trajana es construida por el emperador Trajano, uniendo Beneventum con Brindisi.
- Osroes I sucede a su hermano Pacoro II como rey del Imperio parto.